# Watamu

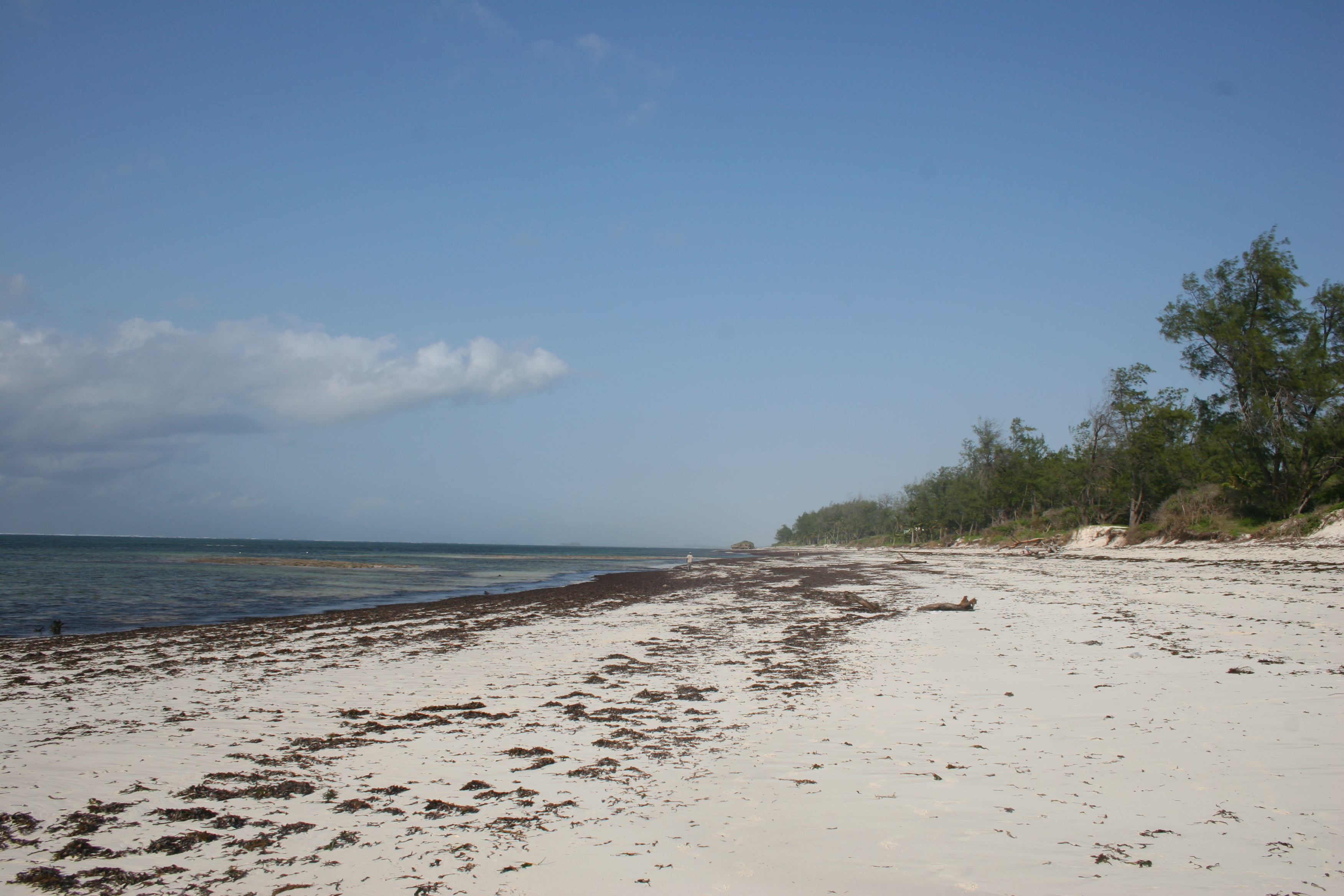
Platja de Watamu

Watamu és una població costanera de Kenya d'uns 1.900 habitants que està situada a uns 105 km al nord de Mombasa i a 15 km de Malindi i forma part del Comtat Kilifi. El nom de Watamu significa "gent dolça" en Swahili.
En els darrers anys ha esdevingut una destinació turística popular. Les seves platges són de sorra blanca i la mar té formacions de corall. Disposa de tres badies: badia de Watamu, badia blava (Bue Lagoon) i badia de la tortuga. Dins el terme municipal hi ha el Parc Nacional Marítim Watamu (Watamu Marine National Park) gestionat pel Kenya Wildlife Service. Aquest parc és considerat com un dels millors llocs pel submarinisme d'Àfrica oriental.
Recentment (2007), s'hi ha descobert una nova espècie de cobra (Naja ashei).